# Света Петка (Костурско)
Света Петка е бивше село в Егейска Македония, Гърция, на територията на дем Костур, област Западна Македония.

## География
Селото е било разположено в Дъмбенската планина, в землището на костурското село Дъмбени, югозападно от него.

## История
Село Света Петка е било малко село, изоставено в размирното време в края на XVIII век при конфликта на Али паша Янински и други албански феодали с централната власт. Част от жителите на Света Петка основават село Дъмбени.